# NN-336
La carretera NN‑336 es una vía departamental secundaria de 2.9 km ubicada en el departamento de Managua. Inicia en el empalme Marbella con la NIC-10 en la localidad de La Gallina, atravesando zonas como la Finca El Aleph, Finca La Gaviota y el caserío de Achotal, hasta finalizar en la playa Costa Azul. La carretera fue construida en 2025 y está orientada a impulsar el turismo en la costa del Pacífico nicaragüense, dando acceso a múltiples resorts de playa.

## Trazado y cruces
La siguiente tabla muestra su recorrido, localidades y principales conexiones:
| km  | Localidad                     | Departamento | Conexión / Ruta |
| --- | ----------------------------- | ------------ | --------------- |
| 0.0 | La Gallina (Empalme Marbella) | Managua      | NIC 10          |
| 1.4 | Achotal                       | Managua      |                 |
| 2.9 | Playa Costa Azul              | Managua      |                 |